# Volere è potere
Volere è potere est un ouvrage littéraire didactique en italien de Michele Lessona publié en 1869 en Italie sur le modèle de l'œuvre de Samuel Smiles, Self-help (en).

## Historique
L'œuvre de l'écrivain écossais Samuel Smiles, Self-help (en), éditée en 1859 en Grande-Bretagne, traduite en italien en 1865 sous le titre de Chi si aiuta Dio l'aiuta et publiée en Italie en 1865 est le recueil des textes d'une série de conférences données par l'auteur à l'intention d'un groupe de jeunes Anglais d'origine modeste pour les encourager à améliorer leur position sociale. Le propos était de démontrer que la force de caractère est en mesure de vaincre n'importe quel obstacle et qu'un homme déterminé est capable de s'élever depuis l'obscurité et la misère vers la gloire et la richesse. Le texte eut un succès retentissant jusqu'en Italie où 150 000 exemplaires furent vendus en quelques mois.
Le Président du Conseil Luigi Federico Menabrea prit des dispositions pour que soit réalisée une œuvre analogue illustrée par la réussite de personnalités italiennes. Une circulaire fut adressée aux diplomates aux fins de les inviter à recueillir des notices biographiques d'Italiens « che onestamente arricchirono, accennando segnatamente agli ostacoli della loro prima vita » (« honnêtement enrichis, en soulignant les obstacles surmontés »). L'éditeur Gaspero Barbera (it) s'adressa à Michele Lessona, célèbre zoologiste de l'Université de Turin qui avait fait preuve de qualités rares de vulgarisation scientifique et accepté dans le même esprit de publier les Doveri dell'uomo (it) de Giuseppe Mazzini.

## Structure
L'ouvrage est divisé en quatorze chapitres. Le premier est un chapitre introductif et les treize suivants sont consacrés à de grandes villes, généralement les capitales des états pré-unitaires de l'Italie, du Sud au Nord. Il est cependant à noter qu'en 1869 Rome appartenait encore aux États pontificaux alors que le canton du Tessin était déjà dans la Confédération suisse :
- I. - L'uomo e la terra. La geografia fisica dell'Italia. L'Italia antica e l'Italia moderna. La carta geografica della ignoranza. L'ignoranza delle donne. Un altro genere d'ignoranza. Letteratura. Il lavoro. L'impiegomania. Il disprezzo delle ricchezze. Governati e Governo. Il còmpito d'oggi.
- II. - Palermo. Il linguaggio delle querce. Viaggi degli Italiani e viaggi dei Tedeschi. Una notte in mare. Palermo. La Conca d'oro. La Costituzione Siciliana. Gli Impiegati in Sicilia. Il fine giustifica i mezzi. La Pubblica Sicurezza in Palermo. Monreale. Le grotte sepolcrali. Carlo Cottone Principe di Castelnuovo. Vincenzo Florio. Giovanni Meli, Vincenzo Bellini. Voti.
- III. - Napoli. Pericoli temuti dall'Annessione. Previsioni fallaci dei politicanti. Napoli si preparava al riscatto. Notevoli progressi e miglioramenti della città. Un grammatico e i monelli delle vie. Il Municipio. L'albergo dei poveri. L'Istruzione popolare. La cassa di risparmio. La società nazionale di industrie meccaniche. Lo stabilimento di Pietrarsa. Un nuovo ospedale clinico. Enrico Galante. Gaspare Ragozzino. Domenico Morelli.
- IV. - Roma. Ieri ed oggi. La chiesa di sant'Onofrio. Luigi Rossini. Giovacchino Rossini.
- V. - Terni e Perugia. Mendicanti. I vetturali di Terni. La cascata del Velino. Una lezione ad un professore. Progetti. Il diboscamento. Giuseppe Fonsoli. Lorenzo Massimi. Domenico Bruschi.
- VI. - Firenze, Siena, Livorno, Pisa, Lucca. Foscolo e Byron. Galileo e Redi. Un brano delle Memorie del Goldoni. La festa di Fiesole. Pietro Thouar. Fonte Branda. Gl'intagliatori senesi. Giovanni Duprè. Pietro Giusti. Lorenzo Ilari. Pasquale Franci. Ricordi e biografie del signor Francesco Pera. Ernesto Rossi. Giuseppe Orosi. Salvatore Marchi.
- VII. - Bologna. Rimembranze. Antonio Alessandrini. Agostino Codazzi. Pietro e Paolo Lollini. Fornasini. Giovanni Stagni. Silvestro Camerini
- VIII. - Modena e Reggio. La Colonia italiana a Lione: Stefano Pittaluga, Ceresole, Osio, Cesano, Martorelli, Pavia, I. Vitta, Vittorio Deyme, Ottavio Maffei, Oleto Tassinari, Lazzaro Mangini, Michele Trono, Daniele Giovanni Ceschino, Giuseppe Vercellio Mino, Lorenzo Marchetti, Giacomo De Regis, De Paoli, Buso, Antonio De Dominici, Francia, Traverselle, Francesco Tamiotti, Isacco Casati, Gemignano Luppi, Sebastiano Torre, Giuseppe Luigini, Lorenzo Giavelli, Antonio Panizzi, Carlo Zucchi
- IX. - Parma. Giuseppe Verdi.
- X. - Venezia. I morti d'Inghilterra. Inglesi moderni e Veneziani antichi. Giuseppe Antonelli. Lorenzo Radi e Antonio Salviati. Pini-Bey.
- XI. - Milano. I Promessi Sposi. Lavori intellettuali in Milano. Il Museo Civico. Ambrogio Binda. Giulio Richard. Andrea Gregorini.
- XII. - Canton Ticino. Meriti dei Ticinesi. Migrazioni. Vincenzo Vela. Gaspare Fossati. Domenico Giudicelli.
- XIII. - Genova. Due Conti. Genova in poesia. Genova in realtà. Giuseppe Canevaro. Gerolamo Boccardo. Nicolò Paganini. Camillo Sivori. Giuseppe Garibaldi.
- XIV. - Torino. Un lembo di Siberia. La sacra fiamma. L'avvenire. Michele Coppino. Giuseppe Castelli. Bernardo Mosca. Moncalvo (Gabriele Capello). Giuseppe Pomba. Pietro Sella e i Biellesi. Giovanni Antonio Rayneri. Michele Amatore. Conclusione.

L'intention de l'auteur était essentiellement d'illustrer les biographies de ses contemporains italiens qui avaient rencontré le succès dans le domaine de la science, des arts ou de l'industrie en surmontant les difficultés initiales. Les personnalités exemplaires étaient décrites dans le cadre de leur terre d'origine dont étaient également présentés les problèmes et les progrès au moment de leur entrée dans le nouvel État unitaire. Les biographies décrivaient quasi exclusivement la période difficile des débuts, celle de la lutte contre l'adversité. Lessona incitait en outre au combat contre l'analphabétisme et à l'obtention pour les femmes des mêmes possibilités que les hommes.

## Giuseppe Verdi
C'est l'ouvrage de Michele Lessona, dont le chapitre IX est consacré à Giuseppe Verdi, qui le premier ancra le mythe de l'enfant des « pauvres » aubergistes des Roncole. En réalité, la famille du compositeur, contrairement à 90 % de la population du duché de Parme et Plaisance, n'était pas illettrée, envoyait ses enfants à l'école et possédait suffisamment de terres pour « ne jamais tomber dans la profonde ignorance de la classe paysanne marquée par la superstition et la crainte, ni ne [souffrir] de l'isolement tragique et sans espoir des ruraux défavorisés ». Quant au récit de la composition de Nabucco que Verdi a lui-même livré à son ami, et que Lessona a rédigé sous le contrôle du musicien, s'il contient des éléments admis, il est par ailleurs aussi sujet à caution que celui qu'il fit à Giulio Ricordi, et contredit par les relations à Giuseppe Demaldè et Ercole Cavalli, plus proches de cette époque.